# 委内瑞拉革命潮流
委内瑞拉革命潮流（西班牙語：Corrientes Revolucionarias Venezolanas）是委内瑞拉的一个左翼政党。该党成立于2000年。该党的意识形态是共产主义、格瓦拉主义、查韦斯主义、反帝国主义、左翼民族主义。该党的政治立场是左翼。该党的总书记是拉姆塞斯·奥古斯托·雷耶斯。该党的总部位于加拉加斯。该党是西蒙·玻利瓦尔大爱国极点的成员。